# Avenida Afonso XII
A Avenida Afonso XII é uma avenida residencial situada no bairro Gutierrez, em Belo Horizonte, Minas Gerais, entre a Praça Dom Bosco e a rua Almirante Alexandrino. 